# Montigyra
Genre
Montigyra est un genre de coraux durs de la famille des Euphylliidae.

## Liste d'espèces
Le genre Montigyra comprend l'espèce suivante :
- Montigyra kenti Matthai, 1928